# Nakatindi (Chililabombwe)
Nakatindi è un ward dello Zambia, parte della Provincia di Copperbelt e del Distretto di Chililabombwe.